# Phlebolobium
Phlebolobium es un género monotípico de plantas fanerógamas perteneciente a la familia Brassicaceae. Su única especie:  Phlebolobium maclovianum, es un endemismo de las islas Malvinas.
La cresta rocosa (Phlebolobium maclovianum) es una especie de planta con flor en la familia Brassicaceae.

## Hábitat
Sus hábitats son los arbustales templados. Está amenazada por pérdida de hábitat. Está protegida por la ley en las Islas Malvinas, sin embargo, todavía se ve amenazada. Se estima que actualmente exisgten menos de 1000 individuos de población total. Las subpoblaciones se producen lejos del pastoreo directo y generalmente consisten en menos de 20 individuos. Esta especie fue reportada como "abundante en la costa del mar por Hooker (1847), uno de los primeros botánicos en visitar las Malvinas, pero ahora se considera escasa. Esto proporciona una evidencia indirecta de una reducción significativa de la población. Existe evidencia de que el pastoreo ha causado esta contracción inferida en el rango y la mayoría de las subpoblaciones existentes están muy fragmentadas, pequeñas y restringidas a áreas libres de la ganadería. La especie se califica para la lista como Vulnerables según los criterios para extensión de presencia y área de ocupación, más el tamaño de la población, sin embargo, también se califica para una lista en peligro de extinción en el marco del área de ocupación, por lo tanto, siguiendo las reglas está catalogada como en peligro de extinción. 

## Taxonomía
El género fue descrito por (d'Urv.) O.E.Schulz y publicado en Notizblatt des Botanischen Gartens und Museums zu Berlin-Dahlem 11: 641. 1932.
Sinonimia
- Arabis macloviana (d'Urv.) Hook.f.
- Brassica macloviana d'Urv.
- Erysimum maclovianum (d'Urv.) Gay ex Gaudich.[1]